# Хасато
Хасато (также Хосато, Хасейнто) — озеро на северо-востоке Гыданского полуострова на крайнем севере Западной Сибири, входит в Ямбуто-Гыдинскую озерную группу. Находится к юго-востоку от озера Ямбуто. Площадь 86,4 км², площадь водосбора 1940 км². Общая длина озера составляет около 20,5 км, максимальная ширина в южной части — 6 км. Высота над уровнем моря — 6 м. Обширные отмели. На севере берега обрывистые, на юге в устьях рек — заболоченные.
Впадают реки Периптавесе, Сэртыяха, Пунтова, Сармикъяха, на западе вытекает река Гыда, впадающая в Гыданскую губу Карского моря.
Административно относится к Тазовскому району Ямало-Ненецкого автономного округа, однако вплотную прилегает к границе с Таймырским районом Красноярского края.
Озеро богато рыбой, в нём встречаются нельма и хариус.